# 新政聯盟
新政联盟（The New Deal coalition）是指1932年起美国支持罗斯福新政利益群体和投票者的政党联盟，使民主党大致主宰总统大选直至1960年代，其中仅在1952年和1956年败于艾森豪威尔输掉大选。該联盟由富兰克林·罗斯福建立，涵蓋民主党组织、政治机器、工会、蓝领工人、南方白人、农民、少数群体（如黑人、天主教徒、犹太人）等，当时主要受到共和党、商界以及较为富裕的新教徒反对。多数历史学家认为，該联盟于1968年总统大选解体，但民主党仍持续控制国会两院直至1990年代，而至今該联盟仍旧是许多党派试图效仿的对象。

## 新政联盟的组成
事实上，罗斯福新政旨在重建民主党的联盟。政治化的补贴制度使得受到福利的人民积极参与投票，来支持民主党。尤其是民主党的地方机构使得这样的渠道更为畅通。同时，工会也在积极发展新成员，并让他们加入民主党。诸如此类的动员其实是新政的一个深层次的策略。
所以，新政联盟是支持罗斯福新政并且投票支持民主党竞选人的一个利益群体和竞选团体，从1932年起，他们使得民主党居于多数长达三十多年。

### 南方白人
南方白人长期以来都支持民主党的选举，这由三方面的原因造成。首先，在美国内战期间，民主党支持了南方白人的权利，在种族问题上二者立场一致；另外，南方当时大多为乡村和农业地区，因而反对商业国家主义（business nationalism），与民主党的主张一致；除此之外，考虑到传统因素，南方白人继承了先辈们的政治倾向性。

### 天主教徒
美国的天主教徒在种族文化问题上的意见与民主党的政见一致，因而一直以来也在民主党的阵营中。与此同时，北方的新教徒一直在共和党阵营；而需要注意的是，南方的新教徒仍然在民主党阵营，这是地域的特点决定的。针对教徒的投票情况，在不同社会经济地位的群体中，天主教-新教的投票差异相同，因此，宗教信仰是独立于经济地位的影响投票的变量。

### 黑人
美国黑人在罗斯福执政期间，由之前的大力支持共和党转变为支持民主党。事实上，新政并没有对黑人的权利直接进行保护。但是，新政广泛地改善了低收入阶层的经济状况，因而也改善了黑人的生活水平。因此，黑人在罗斯福执政初期，虽然在总统选举中明显倾向于民主党，但是在自身的政党身份认可上，仍然比较中立。

### 犹太人
除此之外，尽管犹太人当时在美国人口中仅占3%，他们具有较强的政治活动性和社会经济活动性，所以对选举也产生着一些影响。犹太人具有着追求自由主义精神的传统，而当时代表自由主义价值观的是民主党，所以大多犹太人转向了大力支持民主党。与此同时，民主党在社会经济以及对外政策方面的政策也对犹太人有利。

## 新政联盟的结束
1940年代以來，大城市机器的作用逐渐消失。各地民主党曾严重依赖公共事业振兴署（WPA），但到1943年末，WPA已经不能为美国人民够提供更多的工作，加之二战爆发，美国逐渐不再需要WPA这类用于恢复经济的项目。
新政联盟于1960年结束。原因之一是缺少像罗斯福这样的领导者。美国第35和36任总统林登·约翰逊曾有意试图重新振兴该联盟，但事实上却促使该联盟瓦解。1960年代的许多其他事件也对新政联盟的结束产生影响。如美国民权运动、越南战争、平权法案，以及各种大规模的城市骚动使该联盟分裂，许多成员离开该联盟。与此同时，共和党人通过许诺降低税收，控制犯罪率得到了更多地支持。

## 影响
尽管新政联盟从六十年代开始衰落，其影响仍持续至今。
经济方面，新政联盟促使了美国经济格局转变。美国南部地区的白人逐渐由種植棉花、烟草转变为大量投入工业。政治上，各党派的形象从新政联盟时期建立起，并沿用至今。新政联盟以后，民主党被认为是代表工人阶级和低收入群体的党派。共和党则被视为商界和高收入群体的代表。民主党支持大规模政府，花费大量财政支出在国家经济项目上，和帮助那些处于底层阶级的人民。共和党则持续代表受限制的政府，相对而言较少国家项目的投入，也较少对企业的干涉。